# Anomala ancilla
Anomala ancilla är en skalbaggsart som beskrevs av Gerstaecker 1867. Anomala ancilla ingår i släktet Anomala och familjen Rutelidae. Inga underarter finns listade i Catalogue of Life.